# Émilie de Beauharnais

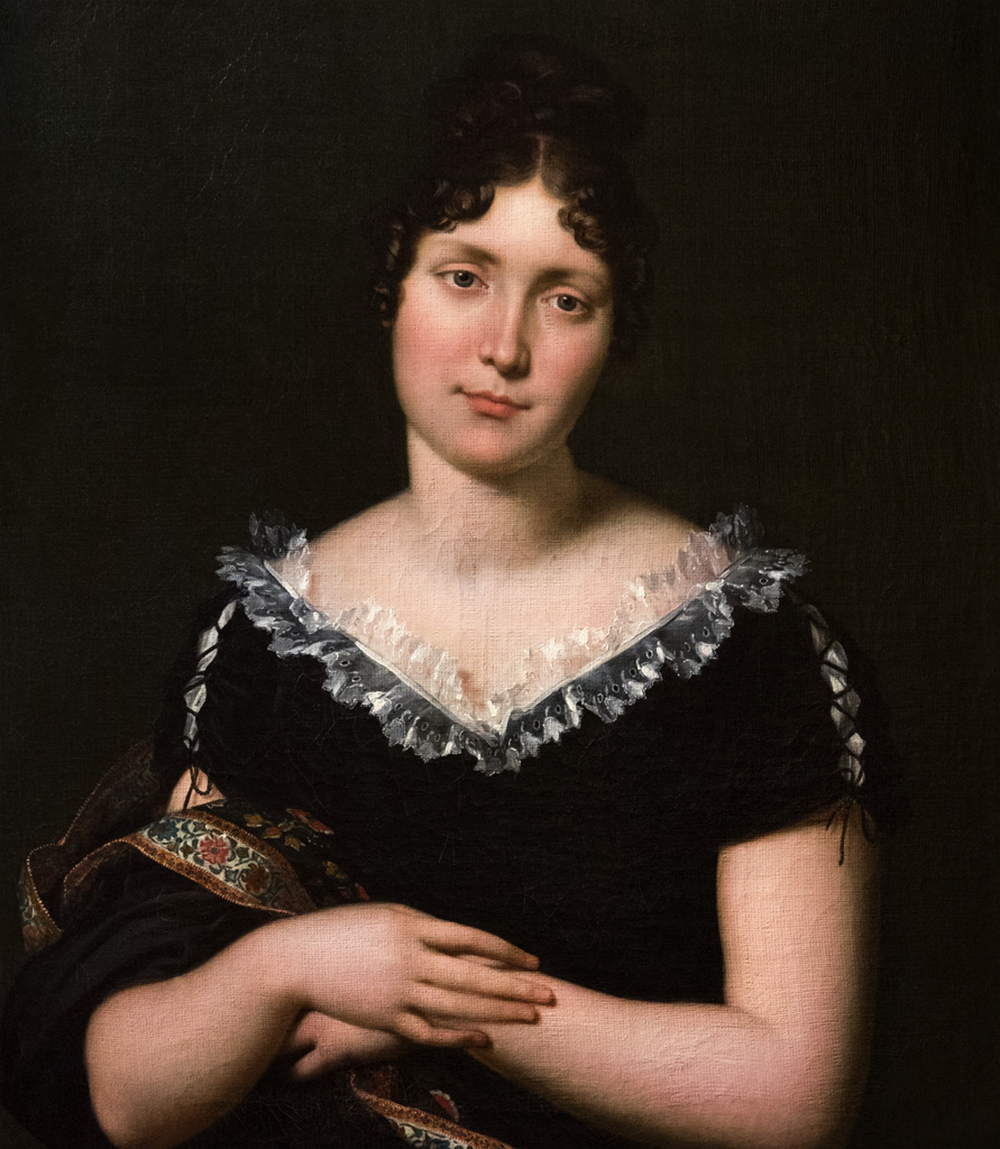
Porträt von Émilie de Beauharnais

Émilie Louise de Beauharnais, verheiratete Gräfin de Lavalette (geboren am 8. Januar 1781 in Paris; gestorben am 18. Juni 1855 ebenda), war eine französische Hofdame während der Herrschaft von Napoléon Bonaparte. Sie war Dame d’atours im Gefolge von Kaiserin Joséphine.

## Leben
Sie war die Tochter von Françoise und François de Beauharnais und damit väterlicherseits eine Nichte der späteren Kaiserin Joséphine. 1798 heiratete sie Antoine Marie Chamans, comte de Lavalette und war seither als Madame de Lavalette (auch: de La Valette) bekannt.
Nach der Krönung ihrer Tante zur Kaiserin der Franzosen im Jahr 1804 bekleidete Émilie de Lavalette den zweithöchsten Rang unter den Palastdamen der Kaiserin. Während Adélaïde de La Rochefoucauld zur Dame d’honneur (Erste Hofdame) ernannt wurde, war Lavalette Dame d’atour (wörtlich „Schmuckdame“) und rangierte damit vor elf weiteren Hofdamen der Kaiserin. Diese Stellung gab sie 1809 auf, nachdem Napoleon sich hatte scheiden lassen, um Marie-Louise zu heiraten. Jeanne Charlotte du Luçay nahm ihren Platz im Gefolge der ehemaligen Kaiserin ein. Lavalette konnte sich nun stärker der Erziehung ihrer 1802 geborenen Tochter Joséphine widmen.
Ihr Ehemann, Graf de Lavalette, taktierte im Vorfeld der Zweiten Restauration von 1815 noch zugunsten seines Freundes Napoléon, floh aber nicht aus Paris, da er sich seiner Stellung sicher glaubte. Er wurde jedoch verhaftet und unter Ludwig XVIII. zum Tode verurteilt. Seine Hinrichtung war für den 21. Dezember 1815 angesetzt. Émilie de Lavalette, deren Appelle an die Behörden vergeblich waren, plante schließlich mit weiteren Vertrauensleuten eine Rettung ihres Mannes. Sie nutzte den letzten genehmigten Besuch bei ihrem Ehemann in der Conciergerie dazu, die Kleider zu tauschen, sodass der Comte de Lavalette in dieser Tarnung das Gefängnis verlassen konnte. Nicht durch die Wächter erkannt, entkam der verurteilte Lavalette in der bereitgestellten Sänfte.
Émilie de Lavalette wurde als Fluchthelferin verhört und eingesperrt. Sie wurde im Januar 1816 aus der Haft entlassen, musste aber auch entdecken, dass ihr Mann sie betrogen hatte. Sie verlor unter dem Eindruck der Verhöre für immer den Verstand und folgte ihm nicht ins Exil nach. Ihr Ehemann kehrte nach seiner Begnadigung 1822 gebrochen aus dem Exil zurück und pflegte sie noch bis zu seinem Tod 1830. Sie selbst starb 1855.